# USS Petrof Bay (CVE-80)
USS Petrof Bay (CVE–80) là một tàu sân bay hộ tống lớp Casablanca được Hải quân Hoa Kỳ chế tạo trong Chiến tranh Thế giới thứ hai. Tên nó được đặt theo một vịnh nhỏ trên bờ Tây đảo Kuiu thuộc quần đảo Alexander, Alaska. Nó đã hoạt động cho đến hết Thế Chiến II, xuất biên chế năm 1946 và bị bán để tháo dỡ năm 1959. Petrof Bay được tặng thưởng năm Ngôi sao Chiến trận do thành tích phục vụ trong Thế Chiến II.

## Thiết kế và chế tạo
Petrof Bay được đặt lườn vào ngày 15 tháng 10 năm 1943 tại Xưởng tàu Vancouver của hãng Kaiser Company, Inc. ở Vancouver, Washington. Nó được hạ thủy vào ngày 5 tháng 1 năm 1944; được đỡ đầu bởi bà J. G. Atkins; và được Hải quân sở hữu và nhập biên chế tại Astoria, Oregon vào ngày 18 tháng 2 năm 1944 dưới quyền chỉ huy của Hạm trưởng, Đại tá Hải quân Joseph L. "Paddy" Kane.

## Lịch sử hoạt động

### Tây Nam Thái Bình Dương
Petrof Bay rời Căn cứ Không lực Hải quân San Diego, California vào ngày 29 tháng 3 năm 1944 để vận chuyển nhân sự, máy bay và hàng hóa đi sang khu vực Tây Nam Thái Bình Dương, đi đến Espiritu Santo vào ngày 14 tháng 4. Nó lên đường sáu ngày sau đó để đi sang cảng Seeadler thuộc đảo Manus, đến nơi vào ngày 25 tháng 4 và chuyển tám máy bay sang các tàu khác trong cảng. Vào sáng ngày 29 tháng 4, nó gặp gỡ Lực lượng Đặc nhiệm 58 để cung cấp máy bay thay thế nhằm chuẩn bị cho cuộc không kích đầu tiên xuống Truk, một căn cứ chủ lực quan trọng của Nhật Bản. Con tàu sau đó lên đường đi Majuro, đến nơi vào ngày 3 tháng 5, rồi lại gia nhập Lực lượng Đặc nhiệm 58 sau cuộc đột kích thành công xuống Truk. Tại đây nó chất dỡ toàn bộ máy bay thay thế và hầu hết vật liệu phụ tùng máy bay, rồi tiếp nhận những máy bay cần sửa chữa hay đại tu và thiết bị trục vớt được.
Cùng với tàu sân bay hộ tống Barnes (CVE-20) và ba tàu khu trục, Petrof Bay lên đường quay trở về Hoa Kỳ vào ngày 7 tháng 5, về đến vịnh San Francisco vào ngày 20 tháng 5, Tại nó đón lên tàu Liên đội không lực hỗn hợp VC-76 dưới quyền chỉ huy của Thiếu tá Hải quân James W. McCauley và bắt đầu các hoạt động huấn luyện không lực. Nó khởi hành đi Trân Châu Cảng vào ngày 30 tháng 7, và đến nơi vào ngày 6 tháng 8. Tại đây nó chất dỡ những máy bay thặng dư và thiết bị dùng trong vận chuyển máy bay, trước khi lên đường vào ngày 12 tháng 8 cùng Đội đặc nhiệm 32.4 cho hành trình đi sang Guadalcanal. Chiếc tàu sân bay thả neo tại cảng Tulagi thuộc quần đảo Solomon và xế trưa ngày 24 tháng 8. Đến ngày 4 tháng 9, nó tham gia Đơn vị Đặc nhiệm 77.4.3 ("Taffy 3") cùng các tàu sân bay hộ tống Saginaw Bay (CVE-82) và Kalinin Bay (CVE-68), rồi lên đường cùng các đội tấn công Peleliu và Anguar số 2.
Petrof Bay tung ra những cuộc tấn công đầu tiên nhắm vào đối phương vào ngày 15 tháng 9, khi bịnh lính Thủy quân Lục chiến đổ bộ thành công lên đảo Peleliu thuộc quần đảo Palau và lập bãi đổ bộ dưới sự hỗ trợ của chiếc tàu sân bay. Từ ngày đổ bộ cho đến ngày 29 tháng 9, ngoại trừ một ngày rút lui về Kossol Passage để tiếp liệu đạn dược, máy bay từ chiếc tàu sân bay đã ném bom và bắn phá quân Nhật, truy lùng tàu bè, máy bay và tàu ngầm đối phương; nó không gặp sự đối kháng trên không của đối phương. Khi sân bay tại Peleliu được đưa vào hoạt động vào ngày 30 tháng 9, Petrof Bay lên đường quay trở về Manus.

### Trận chiến vịnh Leyte
Vào ngày 14 tháng 10, Petrof Bay cùng Saginaw Bay khởi hành từ cảng Seeadler thuộc quần đảo Admiralty cho hành trình đi sang vịnh Leyte, chặng đầu tiên của công cuộc giải phóng Philippines. Hai chiếc tàu sân bay gia nhập cùng Đơn vị Đặc nhiệm 77.4.2 ("Taffy 2"), và nó đã thực hiện 40 phi vụ hỗ trợ cho ngày đổ bộ đầu tiên. Đêm hôm đó, nó được cho tách ra để gia nhập Đơn vị Đặc nhiệm 77.4.1 ("Taffy 1"), và chịu đựng những cuộc không kích của đối phương. Từ ngày 21 đến ngày 24 tháng 10, chiếc tàu sân bay hoạt động hỗ trợ trên không cho cuộc đổ bộ.
Vào ngày 24 tháng 10, các báo cáo tiếp xúc với lực lượng đối phương cho thấy phía Nhật Bản đang tập trung cho một cuộc phản công toàn diện, vốn sẽ đưa đến trận Hải chiến vịnh Leyte. Lực lượng các tàu sân bay hộ tống được phân chia theo các đơn vị đặc nhiệm: "Taffy 3" được bố trí về phía Đông Nam đảo Samar; "Taffy 2" xa hơn một chút về phía Nam bảo vệ lối ra vào vịnh Leyte, và "Taffy 1" bao gồm Petrof Bay về phía Đông Surigao.
Lực lượng Trung tâm Nhật Bản, vốn đã bị phát hiện trước đó và bị máy bay tấn công trong biển Sibuyan và được cho là đã quay mũi rút lui, lại băng qua eo biển San Bernardino dưới sự che chở của bóng đêm, và tiến thẳng về phía Nam đến lối ra vào phía Đông của vịnh Leyte. Lúc 06 giờ 47 phút, "Taffy 3" báo cáo họ bị các đơn vị hạng nặng của hạm đội Nhật Bản và máy bay đặt căn cứ trên đất liền tấn công. Petrof Bay tung ra hai đợt tấn công để tham gia cùng các cuộc không kích chống lại tàu chiến đối phương: bốn máy bay tiêm kích Grumman F4F Wildcat và sáu máy bay ném bom-ngư lôi Grumman TBF Avenger được phóng lên lúc 07 giờ 24 phút để hợp cùng bốn máy bay tiêm kích đã phóng trước đó lúc 05 giờ 52 phút, giờ đây được chuyển hướng để tấn công các tàu nổi Nhật Bản.
Lúc 07 giờ 29 phút, radar báo cáo sự xuất hiện của sáu máy bay tiêm kích Mitsubishi A6M Zero đối phương đang tiếp cận đội hình; con tàu chuyển sang trạng thái báo động trực chiến và duy trì như vậy trong 1 giờ 08 phút tiếp theo. Hỏa lực phòng không đã bắn rơi hai chiếc, nhưng một trong những chiếc sống sót đã đâm xuống sàn đáp tàu sân bay Santee (CVE-29), một chiếc khác đâm xuống Suwannee (CVE-27) trong khi một chiếc thứ ba suýt đâm trúng Sangamon (CVE-26). Một máy bay Yokosuka D4Y "Judy" sau đó bắn phá Petrof Bay và suýt đánh trúng nó với một quả bom, nhưng quả bom đã không kích nổ. Santee bị đánh trúng một quả ngư lôi vài phút sau đó.
Trong khi đó, máy bay của Petrof Bay đã tấn công tàu chiến đối phương trong khi "Taffy 3" đang bị tấn công. Những chiếc Wildcat đã càn quét bắn phá trong khi những chiếc Avenger phóng ngư lôi. Trong hai lượt tấn công, các phi công tự nhận có thể đã đánh trúng một phát vào thiết giáp hạm Yamato, có thể hai phát vào mỗi thiết giáp hạm Nagato và Kongō, và một phát vào một tàu tuần dương không rõ nhận dạng, cũng như đã bắn phá càn quét vào Yamato, tàu tuần dương và tàu khu trục đối phương. Những chiếc Wildcat không còn đủ nhiên liệu để quay trở lại Petrof Bay đã phải hạ cánh tại sân bay Tacloban, nơi họ chịu đựng những phát súng phòng không bắn nhầm; những chiếc Avenger còn sống sót đã hạ cánh trên chiếc Fanshaw Bay (CVE-70) của "Taffy 3" và Ommaney Bay (CVE-79) của "Taffy 2" với không đầy mười gallon nhiên liệu còn lại. Chỉ có một máy bay ném ngư lôi và hai máy bay tiêm kích quay trở lại Petrof Bay.
Petrof Bay tung ra đợt tấn công cuối cùng lúc 15 giờ 30 phút để truy tìm và tấn công hạm đội đối phương rút lui. Hợp cùng máy bay từ các tàu sân bay hộ tống khác, họ tiến thẳng đến eo biển San Bernardino, nơi họ phát hiện và tấn công một tàu tuần dương thuộc lớp Mogami, ghi được hai quả ngư lôi trúng đích và một cú có thể trúng. Những máy bay này cũng phải hạ cánh tại Tacloban khi họ không còn đủ nhiên liệu để quay trở về Petrof Bay.
Lúc 22 giờ 32 phút, một trong các tàu khu trục trong thành phần hộ tống dò được tín hiệu sonar, Petrof Bay lập tức chuyển hướng khẩn cấp để né tránh, và ngay sau đó hai quả ngư lôi đã đi sát con tàu, một quả cách 20 yd (18 m) bên mạn trái và quả kia bên dưới lườn tàu mạn phải. Tàu khu trục hộ tống Coolbaugh (DE-217) đã tấn công bằng mìn sâu và được tin là đã đánh chìm chiếc tàu ngầm đối phương. Sang ngày 26 tháng 10, những gì lực lượng Nhật Bản còn lại trong tầm hoạt động của nó là một tàu tuần dương hạng nhẹ và bốn tàu khu trục trong biển Visayas. Petrof Bay tung ra hai chiếc Avenger duy nhất con lại để tham gia cuộc tấn công. Một chiếc đã ném trúng một quả bom bán xuyên thép 500 pound (230 kg) và một quả khác suýt trúng vào chiếc tàu tuần dương, và bắn phá một tàu khu trục vốn đã bốc cháy và nổ tung sau đó.
Đến trưa, Suwanee chịu đựng thêm một máy bay cảm tử đối phương đâm trúng, và bốn máy bay Nhật Bản lại tấn công tự sát nhắm vào Petrof Bay từ phía đuôi. Chiếc thứ nhất nổ tung trên không sau khi trúng đạn pháo 5 inch (127 mm) từ hỏa lực phòng không của một tàu bạn. Chiếc thứ hai lượn sang mạn phải sau khi bị bắn cháy và rút lui. Chiếc thứ ba chui khuất vào mây rồi lại ló ra đâm bổ xuống nhưng trượt, đâm xuống nước và nổ tung cách cầu tàu 20 ft (6,1 m). Chiếc thứ tư hướng thẳng đến sàn tàu, bị hỏa lực phòng không bắn rụng cánh và đuôi trước khi rơi xuống phía đuôi tàu.
Trong đêm 28 tháng 10, Petrof Bay rút lui về khu vực tiếp nhiên liệu, rồi gia nhập trở lại "Taffy 2", Đội đặc nhiệm 77.2 và Đội đặc nhiệm 77.3, cùng các đơn vị này rút lui về đảo Manus. Nhân sự thuộc Liên đội Hỗn hợp VC-76 được thay phiên. Trong tám tháng chiến đấu, nó đã thực hiện 15.000 giờ bay mà không chịu tổn thất nhân mạng nào; các phi công được tặng thưởng mười bảy Huân chương Chữ thập Hải quân, và bản thân Đại tá Kane Hạm trưởng cũng được tặng thưởng huân chương này. Sau đó, trong thành phần Đơn vị Đặc nhiệm 77.4.5, con tàu lên đường vào ngày 19 tháng 11, đi đến những tuyến đường giao thông dẫn đến Leyte, đến nơi vào ngày 23 tháng 11.
Vào giữa tháng 1 năm 1945, Petrof Bay được cho tách khỏi Đội đặc nhiệm 77.3, và trình diện để phục vụ cùng Đội đặc nhiệm 77.4, có nhiệm vụ phong tỏa lực lượng Nhật Bản tại Manila. Nó hỗ trợ hỏa lực trực tiếp cho các cuộc đổ bộ tại khu vực San Narciso và San Antonio trong các ngày 29 và 30 tháng 1. Khi việc chinh phục Luzon tiến triển tốt đẹp, chiếc tàu sân bay rút lui về Ulithi.

### Iwo Jima
Petrof Bay lại ra khơi sau khi ở trong cảng chỉ có năm ngày, khởi hành từ Ulithi để hướng đến Iwo Jima. Hòn đảo này có vị trí chắn ngang giữa quần đảo Mariana và các đảo chính quốc Nhật Bản, cần đến như một căn cứ không quân cho những máy bay tiêm kích hộ tống các cuộc không kích chiến lược của máy bay ném bom B–29 Superfortress xuống Tokyo và Đế quốc Nhật Bản. Chiếc tàu sân bay cùng Đội đặc nhiệm 52.19 đi đến khu vực mục tiêu vào ngày 15 tháng 2; và trong khi các thiết giáp hạm, tàu tuần dương và tàu khu trục bắt đầu bắn phá hòn đảo, máy bay của nó thực hiện các phi vụ bắn phá và ném bom. Các tàu vận tải chở quân đến nơi nào ngày 18 tháng 2, và binh lính Thủy quân Lục chiến đổ bộ lên bờ vào ngày hôm sau. Máy bay từ chiếc tàu sân bay đã hỗ trợ cho cuộc đổ bộ và các hoạt động chiến đấu trên bờ, thực hiện 786 phi vụ. Đến ngày 7 tháng 3, sân bay tại Iwo Jima bắt đầu hoạt động bình thường, và chiếc tàu sân bay được lệnh rút lui ngang qua Guam để về Ulithi. Iwo Jima trở thành chiến dịch tác chiến cuối cùng của Liên đội Hỗn hợp VC–76, khi họ rời tàu tại Guam và được thay phiên bởi Liên đội Hỗn hợp VC–93 vào ngày 10 tháng 3.

### Okinawa
Trong thành phần Đơn vị Đặc nhiệm 52.1.2, Petrof Bay khởi hành vào ngày 21 tháng 3 để hộ tống cho Đội đặc nhiệm 54.1, Đội Hỗ trợ Hỏa lực với nhiệm vụ bảo vệ trên không và hỗ trợ cho việc tấn công và chiếm đóng Okinawa. Khi binh lính Thủy quân Lục chiến đổ bộ lên Kerama Retto, liên đội không lực mới của con tàu đã thực hiện các phi vụ tấn công hỗ trợ, đối đầu với hỏa lực phòng không đối phương dày đặc và chính xác. Trước ngày đổ bộ lên Okinawa, máy bay của nó đã hỗ trợ cuộc đổ bộ lên Kiese Shima. Sau đó nó tiến hành những phi vụ tấn công, tuần tra và trinh sát hàng ngày. Cuộc đổ bộ chính lên Okinawa diễn ra vào ngày Chúa Nhật Phục Sinh 1 tháng 4, lúc 08 giờ 30 phút, và chỉ gặp kháng cự nhẹ tại bãi đổ bộ; máy bay của nó đã dẫn trước binh lính trong cuộc tấn công.
Đơn vị đặc nhiệm được lệnh tấn công để vô hiệu hóa Sakishima Gunto vào ngày 13 tháng 4, và đợt không kích đầu tiên được tung ra ở khoảng cách 228 mi (367 km). Không quân gặp phải hỏa lực phòng không đối phương dày đặc và hai máy bay đã bị bắn rơi, nhưng phi công được giải cứu. Đến ngày 16 tháng 4, lực lượng rút lui về khu vực Đông Nam Okinawa. Từ ngày 9 tháng 5 đến ngày 26 tháng 5, chiếc tàu sân bay đã thực hiện các phi vụ hỗ trợ trực tiếp, tuần tra phòng không và chống tàu ngầm bên trên mục tiêu. Lực lượng tuần tra chiến đấu trên không của nó đã bắn rơi tổng cộng 17 máy bay đối phương trong suốt chiến dịch Okinawa.
Vào ngày 26 tháng 5, Petrof Bay khởi hành đi Guam, và tiến vào cảng Apra vào ngày 30 tháng 5, nơi Liên đội Hỗn hợp VC-93 rời tàu và Liên đội Hỗn hợp VC-90 lên tàu để được vận chuyển đến Trân Châu Cảng. Vào ngày 19 tháng 6, chiếc tàu sân bay thả neo tại Căn cứ Hải quân ở đảo Terminal, San Pedro, California, để được đại tu. Nó hoàn tất việc sửa chữa và lên đường đi Trân Châu Cảng vào ngày 13 tháng 8; hai ngày sau, Nhật Bản chấp nhận đầu hàng theo những điều kiện do Hội nghị Postdam đưa ra, chấm dứt cuộc xung đột.

### Sau chiến tranh
Petrof Bay đi đến Trân Châu Cảng vào ngày 20 tháng 8, đón Liên đội Hỗn hợp VC-20 lên tàu để hoạt động chuẩn nhận phi công tàu sân bay, rồi thay thế Liên đội Hỗn hợp VC-20 bằng Liên đội Hỗn hợp VC-4 trước khi lên đường hướng đến vịnh Tokyo vào ngày 29 tháng 8, đi ngang qua Eniwetok và Saipan. Các hoạt động không lực được tiếp nối trên đường đi, bao gồm các phi vụ trinh sát và tuần tra chống tàu ngầm, cho đến khi phi vụ cuối cùng bởi một chiếc TBM Avenger hạ cánh lúc 16 giờ 28 phút ngày 10 tháng 9 ngoài khơi Saipan. Nó đi đến Saipan vào ngày hôm sau, nhưng không tiếp nối hành trình đến vịnh Tokyo, mà khởi hành quay trở về Trân Châu Cảng vào ngày 25 tháng 9, với 104 thành viên thuộc Liên đội Hỗn hợp VC-7 cùng nhiều nhân viên quân sự khác trên tàu như những hành khách. Mọi máy bay được chất dỡ khỏi tàu tại Trân Châu Cảng.
Tại đây, 123 nhân sự thuộc Liên đội VPB-152 và những người khác lên tàu như những hành khách trước khi Petrof Bay khởi hành vào ngày 5 tháng 10, đi đến San Francisco vào ngày 11 tháng 10, nơi nó tiễn rời tàu hàng thăm hành khách cựu chiến binh, bao gồm nhân sự thuộc Liên đội Hỗn hợp VC-4 của chính nó. Con tàu thực hiện một chuyến khứ hồi đến Trân Châu Cảng vào ngày 18 tháng 10, vận chuyển thêm những cực chiến binh rồi quay trở về vào ngày 31 tháng 10. Các cải biến được thực hiện tại Ụ tàu Hunters Point để có thể chở thêm được nhiều hành khách, và nó lại lên đường vào ngày 17 tháng 11 để đi Eniwetok, nơi nó tiếp nhận 1.062 cựu chiến binh, rồi thêm 153 người khác tại Kwajalein trước khi về đến San Francisco vào ngày 6 tháng 12. Nó lại lên đường đi Guam vào ngày 12 tháng 12, đón nhận 944 cựu chiến binh, và về đến San Pedro, California vào ngày 18 tháng 1 năm 1946.
Khởi hành từ San Pedro vào ngày 29 tháng 1, Petrof Bay ghé qua trước khi băng qua kênh đào Panama rồi đi dọc theo vùng bờ Đông về phía Norfolk, Virginia, đến nơi vào ngày 15 tháng 2, và tiếp tục đi đến Boston, Massachusetts vào ngày 23 tháng 2. Con tàu được cho xuất biên chế vào ngày 23 tháng 2 năm 1946 và đưa về Đội Boston trực thuộc Hạm đội Dự bị Đại Tây Dương. Đang khi trong thành phần dự bị, nó được xếp lại lớp như một tàu sân bay đa dụng với ký hiệu lườn CVU–80 vào ngày 12 tháng 6 năm 1955. Tên nó được rút khỏi danh sách Đăng bạ Hải quân vào ngày 27 tháng 6 năm 1958, và con tàu được bán cho hãng J. Berkurt vào ngày 30 tháng 7 năm 1959 và tháo dỡ sau đó.

## Phần thưởng
Petrof Bay được tặng thưởng năm Ngôi sao Chiến trận do thành tích phục vụ trong Thế Chiến II.